# Jonathan Jackson (homme politique)
Jonathan Luther Jackson, né le 7 janvier 1966 à Chicago (Illinois), est un homme politique et homme d'affaires américain. Membre du Parti démocrate, il représente le 1er district de l'Illinois à la Chambre des représentants des États-Unis depuis 2023.

## Biographie

### Jeunesse et débuts en politique
Jonathan Jackson naît le 7 janvier 1966 à Chicago dans l'Illinois d'une famille afro-américaine. Il est le fils du pasteur Jesse Jackson, militant des droits civiques et candidat aux élections présidentielles américaines de 1984 et 1988. Il obtient une licence de l'Université agricole et technique d'État de Caroline du Nord puis un diplôme de MBA de l'Université Northwestern.
En décembre 1983, Jackson accompagne son père lors des négociations avec Hafez el-Assad pour la libération du lieutenant américain Robert Goodman, retenu prisonnier en Syrie.

### Représentant des États-Unis
À la suite du départ à la retraite de Bobby Rush, Jackson se présente pour devenir le nouveau représentant du 1er district de l'Illinois. Sa campagne est notamment soutenue par le sénateur Bernie Sanders. Il est élu le 8 novembre 2022 face au républicain Eric Carlson.
Après avoir prêté serment, Jackson devient représentant des États-Unis le 3 janvier 2023. Il rejoint le Congressional Progressive Caucus, le caucus représentant l'aile gauche du groupe démocrate à la Chambre des représentants.
Il est réélu le 5 novembre 2024.

## Historique électoral

### Chambre des représentants des États-Unis
| Année | Jonathan Jackson | Républicain |
| ----- | ---------------- | ----------- |
| Année |                  |             |
| 2022  | 67,03 %          | 32,96 %     |
| 2024  | 65,84 %          | 34,14 %     |